# Leptogenys amazonica
Leptogenys amazonica är en myrart som beskrevs av Borgmeier 1930. Leptogenys amazonica ingår i släktet Leptogenys och familjen myror. Inga underarter finns listade i Catalogue of Life.

## Bildgalleri

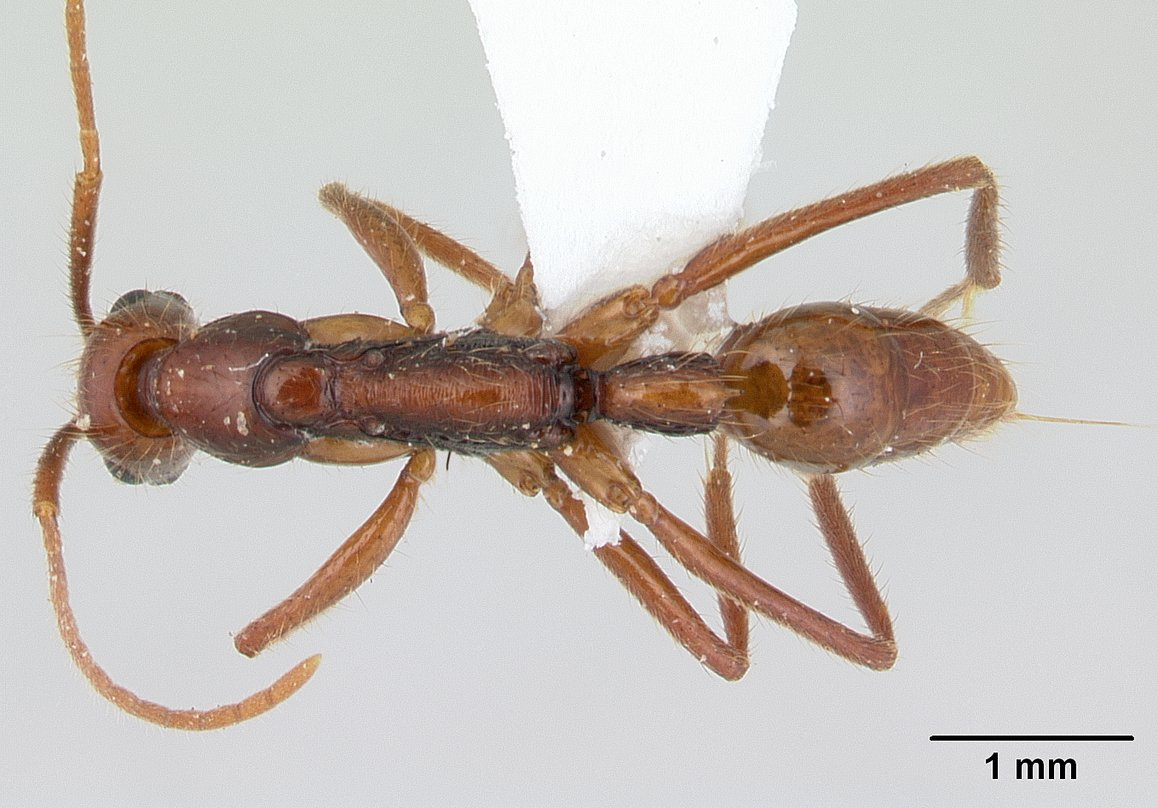
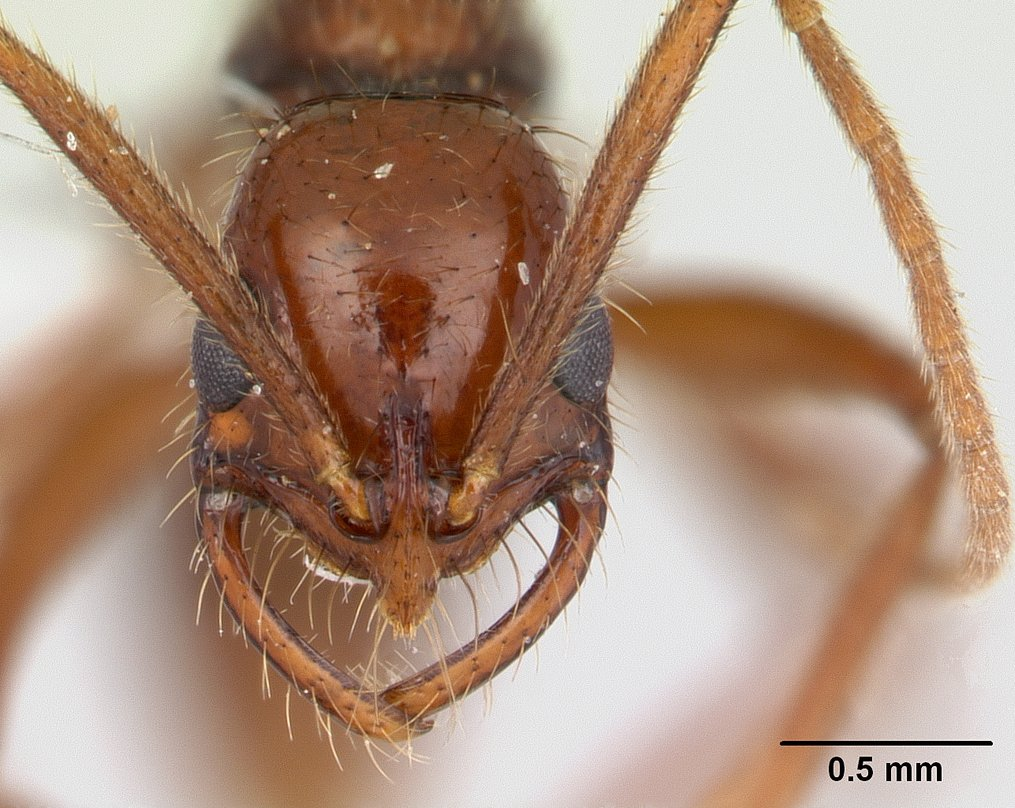
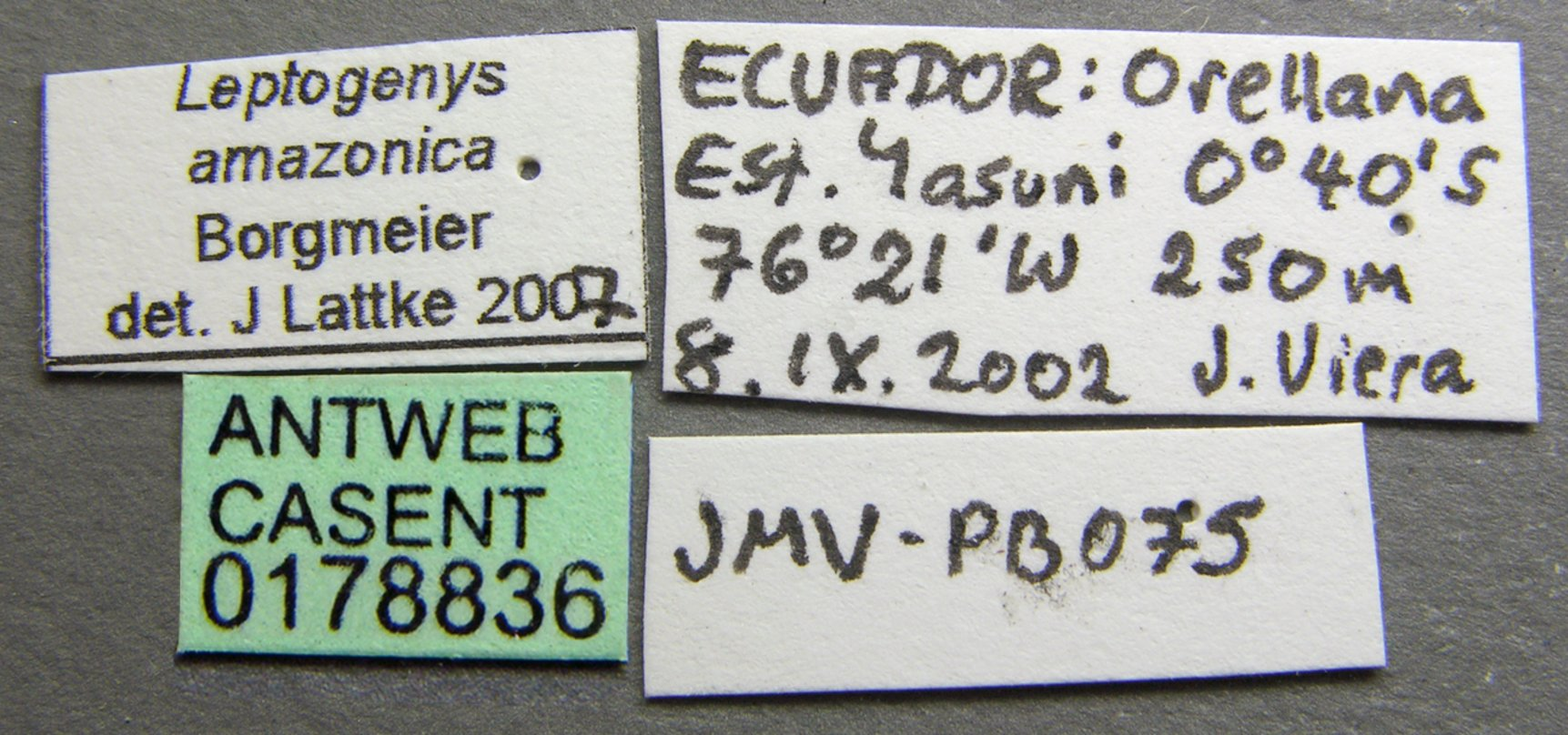
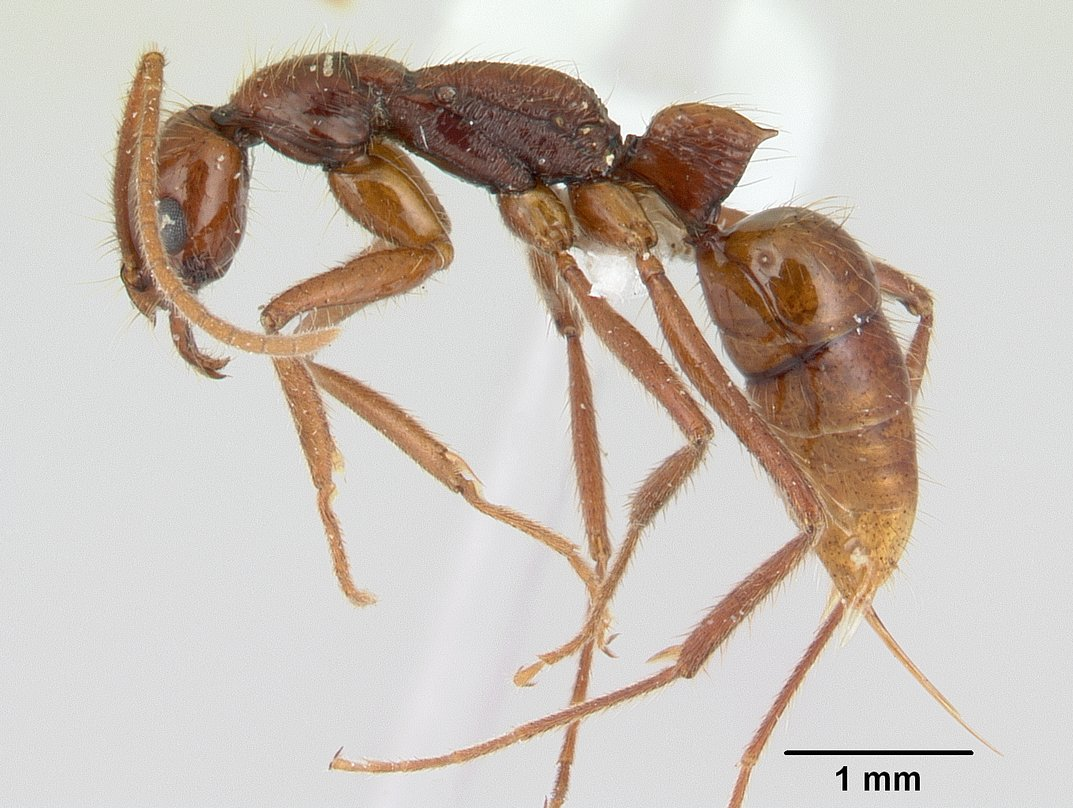